# Schip (bouwkunst)

schip van een kruiskerk

Het schip of de beuk is in de kerkenbouw de langgerekte ruimte in meestal west-oostrichting, die aan de oostkant wordt voortgezet door het koor. Bij veel kerken staat tussen het schip en het koor een transept, ook wel dwarsschip of dwarsbeuk genoemd, waardoor een Latijns kruis ontstaat, de traditionele vorm van kruiskerken in de romaanse architectuur en de gotiek. Het schip werd vroeger meestal buyck genoemd.
Afhankelijk van de context wordt het woord schip of beuk op verschillende manieren gebruikt. Beuk is een algemeen begrip in de bouwkunde. Een beuk in een kerk is langgerekte ruimte tussen twee rijen zuilen. Enerzijds voor zowel de hele ruimte tussen de vaak aanwezige toren aan de ene kant en het transept en het koor aan de andere zijde. Anderzijds voor alleen het centrale deel van deze ruimte tussen de vaak aanwezige zuilen. In het eerste geval wordt het centrale deel dan het middenschip of de middenbeuk genoemd en de vaak aan weerszijden gelegen delen de zijbeuken.
Het was tot begin jaren 60 van de 20e eeuw gebruikelijk dat er in kerken een mannen- en een vrouwenkant was, dat de mannen en vrouwen gescheiden in de kerk plaatsnamen, in de rechter- en linkerzijde van het schip.
Evenwijdig aan het schip kunnen zich zijbeuken bevinden, die door arcaden van het middenschip worden gescheiden. Als deze zijbeuken ongeveer even hoog en breed zijn als het middenschip spreekt men van een hallenkerk. Eenvoudige kerken zonder dwars- en zijbeuken worden zaalkerken genoemd. Bij lagere zijbeuken wordt dat afhankelijk van de situatie basilicaal of pseudo-basilicaal genoemd.
Dit onderdeel van het kerkgebouw kreeg zijn naam omdat het op een omgekeerd schip lijkt. 'Schip' is een vertaling van het Latijn navis.
Het schip is het deel van de kerk waar de kerkgangers plaatsnemen. Tussen de kruising, die zowel tot het schip als tot de dwarsbeuken behoort, en het koor kan zich ter afsluiting een koorhek, doksaal of iconostase bevinden, waarachter zich het altaar bevindt.
Bij sommige later gebouwde kerken is het schip even lang als het transept. Men spreekt dan van centraalbouw. Een voorbeeld van centraalbouw is de Grote Kerk van Maassluis.

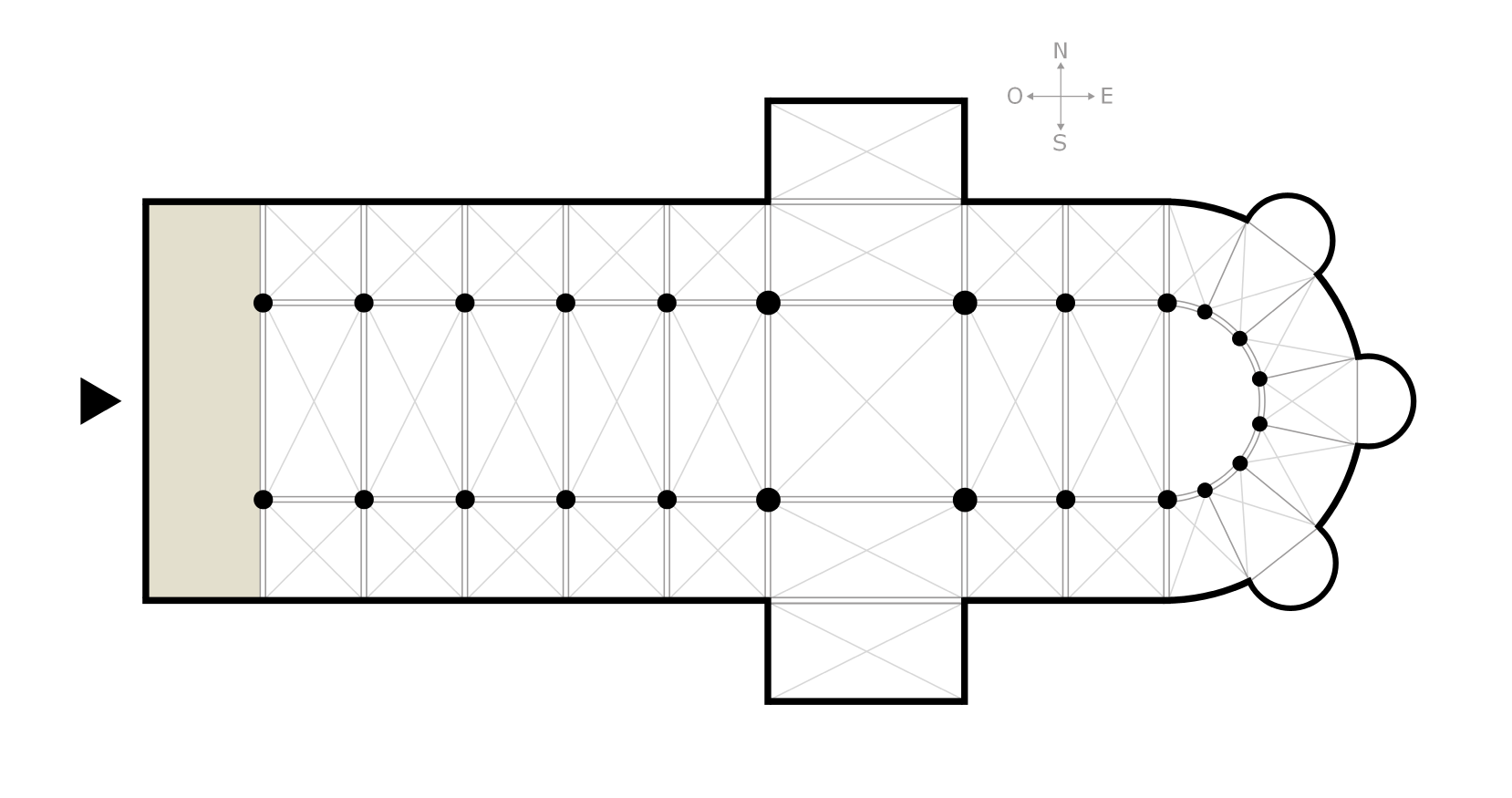
narthex
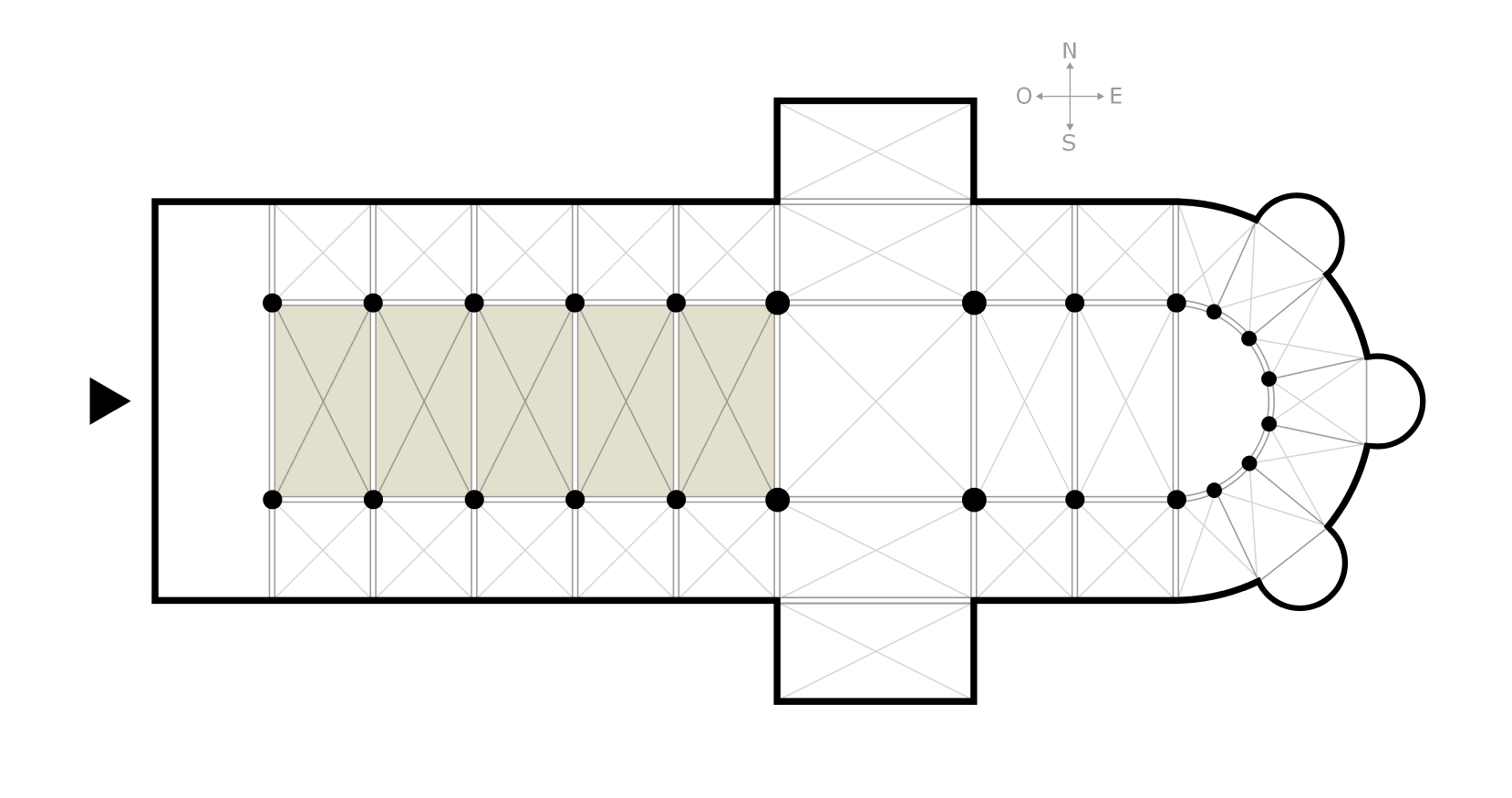
middenschip
zijbeuken

- ■ narthex
- ■ middenschip
- ■ zijbeuken